# MC Chris
MC Chris, pseudonimo di Christopher Brendan Ward IV (Libertyville, 2 settembre 1975), è un rapper, doppiatore, sceneggiatore e comico statunitense. Conosciuto soprattutto per l'utilizzo di elementi nerdcore hip hop, MC Chris si differenzia dagli altri per l'uso di un'alta tonalità della voce e per l'eredità geek da tipico gangster, associato alla maggior parte degli artisti hip hop.

## Discografia

### Album in studio
- 2001 – Life's a Bitch and I'm Her Pimp
- 2003 – Knowing Is Half the Hassle
- 2004 – Eating's Not Cheating
- 2006 – Dungeon Master of Ceremonies
- 2008 – MC Chris Is Dead
- 2010 – MC Chris Goes To Hell
- 2011 – Marshmellow Playground
- 2011 – Race Wars
- 2014 – Foreverrr
- 2016 – MC Chris Is Dreaming
- 2017 – Marshmellow Campground
- 2018 – MC Chris Is Good Music

## Filmografia

### Doppiatore
- Sealab 2021 – serie animata, 19 episodi (2000-2005)
- Welcome to Eltingville – film TV (2002)
- The Brak Show – serie animata, episodio 2x5 (2002)
- Aqua Teen Hunger Force – serie animata, 8 episodi (2002-2015)
- Space Ghost Coast to Coast – serie animata, episodio 8x1 (2003)
- Aqua Teen Hunger Force Colon Movie Film for Theaters – film (2007)
- Fat Guy Stuck in Internet – serie TV, episodi 2x1-3x1 (2007)
- Aqua Teen Hunger Force Zombie Ninja Pro-Am – videogioco (2007)
- Cheyenne Cinnamon and the Fantabulous Unicorn of Sugar Town Candy Fudge – film TV (2010)
- Your Pretty Face Is Going to Hell – film TV (2011)
- The Chris Gethard Show – serie TV, episodio 1x10 (2011)
- CollegeHumor Originals – serie TV (2014)
- AquaDonk Side Pieces – serie animata, 1 episodio (2022)

### Sceneggiatore
- The Brak Show – serie animata, episodi 1x9-2x4 (2001-2002)
- Sealab 2021 – serie animata, 21 episodi (2000-2005)